# Martyniwka (hromada Czarny Ostrów)
Martyniwka (ukr. Мартинівка) – wieś na Ukrainie, w obwodzie chmielnickim, w rejonie chmielnickim, w hromadzie Czarny Ostrów. W 2001 liczyła 384 mieszkańców, spośród których 381 wskazało jako ojczysty język ukraiński, a 3 rosyjski.
Znajduje się tu przystanek kolejowy Martyniwka, położony na linii Odessa – Lwów.